# Margaret Qualley
Sarah Margaret Qualley (født 23. oktober 1994) er en amerikansk skuespiller og sanger. Hun fik sin skuespildebut i 2013 i filmen Palo Alto og fik senere et større gennembrud i HBO-serien The Leftovers (2014–2017).
Hun er desuden datter af skuespillerstjernen Andie MacDowell. 
Qualley medvirkede også i Quentin Tarantinos storfilm Once Upon a Time in Hollywood i 2019, hvor hun spillede en mindre roller overfor bl.a. Brad Pitt. Foruden det spillede hun hovedrollen i Netflix-miniserien Maid, der høstede stor ros og anerkendelse af kritikerne. Qualley var også med i Yorgos Lanthimos-filmene Poor Things (2023) og Kinds of Kindness (2024), og blev også nomineret til en Golden Globe i 2025 for sin birolle i den anmelderroste The Substance (2024).